# Філософи й філософішки
«Філософи й філософішки» (англ. Philosophers and Philosophicules) — редакційна стаття Олени Петрівни Блаватської, опублікована у жовтні 1889 року в теософському журналі «Люцифер». Увійшла в 11-й том «Зібрання творів» авторки[⇨].

## Дослідження змісту

### Теософія як синтез
У цій статті О. П. Блаватська розглядає питання філософії з теософської точки зору. Стаття починається з нарікання авторки з приводу дезінформації, яка поширюється у Великій Британії і завдає, на її думку, збитку теософії. Очевидно, її розчарування викликала висловлена журналістами думка про те, що теософію не можна сприймати серйозно (як справжню філософію), тому що це всього лише черговий релігійний культ. Вона пише: «Завдяки легковажним відгукам преси, зміцнилася думка, що "теософія — це не філософія, а релігія" і "нова секта"».
Блаватська вважає, що теософія заслуговує шанобливого ставлення, як серйозне інтелектуальне починання, засноване на публічно озвучених філософських принципах. Поширювана ж думка про «нову секту» була давно відомим «рефреном», який її, мабуть, особливо дратував. Арнольд Калнітський зазначив, що «попри явне переважання релігійного підходу і незаперечні факти, які прямо вказують на сектантську організацію Теософського Товариства, Блаватська прагне зруйнувати небажаний стереотип і зміцнити позиції теософії». Щоб уникнути плутанини, вона заявляє, що теософію не можна звести до однієї форми знання або інтелектуальної діяльності: «Теософія, звичайно ж, не тільки філософія, просто тому, що вона включає в себе і філософію, і науку, і релігію».

### Сутність філософії
Блаватська повністю переконана в тому, що теософія повинна бути «живою кров'ю» філософії, яка визначається як «наука про речі божественні й людські й про причини, якими вони існують». І вона вважає, що тільки теософія володіє «ключами» до цих причин.
Стверджуючи, що філософія була «точкою кристалізації» різних форм знання, Блаватська пише про це так:
При зверненні до Бога або богів, вона стає в будь-якій країні теологією; якщо до матеріальної природі — її називають фізикою і натурфілософією; якщо вона має відношення до людини — з'являється антропологія і психологія; при зверненні ж до більш високих сфер — вона стає метафізикою. Така філософія — «наука про наслідки з їх причин» — це сама сутність вчення про карму, найголовнішого вчення, що існує під різними назвами в кожній релігійній філософії, й теософського принципу, який не належить ні до однієї релігії, але пояснює їх все. Філософія також є «наука про речі можливі, з огляду на те, що вони можливі».
Далі Блаватська, як здається, «намагається домогтися легітимації своїх теософських уявлень», стверджуючи, що вони не розходяться з поглядами Геґеля на сутність філософії:
Геґель розглядає її як «споглядання саморозвитку Абсолюту», або іншими словами, як «виклад ідеї» (нім. Darstellung der Idee). Все Таємне Вчення... є таке споглядання і його запис, наскільки бідність мови й обмеженість мислення дозволяють відображати процеси Нескінченного.
Таким чином, на думку Блаватської, Таємна доктрина[⇨] являє собою «найбільш повне і зріле вираз філософської діяльності», яка здійснюється шляхом «споглядання і записи саморозвитку Абсолюту». Звертаючись до геґелевої теорії і намагаючись відшукати в ній «істотні доктринальні паралелі», вона має на меті: зміцнити свій філософський авторитет. Геґелева система, як і більшість інших ідеалістичних течій у філософії, дала теософам чимало корисних концепцій, але в більшості випадків, теософські погляди розходилися з ними через низку відмінностей в основних положеннях. З точки зору теософів, філософська діяльність вважалася безплідною без окультних і містичних передумов, а інтелектуальні пошуки були виправдані, якщо тільки вони забезпечували підтвердження їх переконань.
Визначивши «теософську спекуляцію» як акт істинної філософії, Блаватська стверджує, що спільність цілей дозволяє усунути традиційні релігійні обмеження: «Таким чином, стає очевидним, що теософія не може бути "релігією", а тим більше "сектою", але вона, дійсно, є квінтесенція найвищої філософії в цілому і в кожному з її аспектів».
Схоже, в заяві Блаватської про те, що теософія є «синтезом» і чимось «великим», в порівнянні з будь-якою дисципліною або типом знання, неминуче міститься певна кількість лінгвістичної плутанини і протиріч. Вона стверджує, що її теософия повинна розглядатися як «квінтесенція найвищої філософії в цілому і в кожному з її аспектів», і що вона «не може бути релігією». Але, намагаючись зберегти релігійні, філософські та наукові традиції, вона наполягає на синтетичному й інклюзивному статусі теософії, котрий превалює над усім, використовуючи риторичну методику, коли якесь (англ. a) видається за другорядне у порівнянні з повністю визначеним (англ. the). Таким чином, теософія не просто якась (англ. a) релігія, філософія або наука, але виразно більш авторитетне і достовірне джерело, що охоплює і синтезує їх. В цьому випадку теософія представляється певною (англ. the) «квінтесенцією найвищої філософії». Слід зазначити стійке роздратування автора від будь-яких спроб інтерпретувати теософію як привілейовану релігію або секту, що є для неї викликом, що вимагає негайного переходу до захисту шляхом проголошення того, що теософія уникає догматизму і прагне бути інклюзивною.
Блаватська впевнена, що їй вдалося довести, що теософія цілком «може бути підведена під будь-яке визначення філософії», і що є загальні філософські принципи, з якими теософія не розходиться. Вона наводить цитату сера Вільяма Гамільтона, де йдеться про те, що філософія є «пошуком принципів, відчутних і абстрактних істин», а також застосуванням розуму «для вирішення належних завдань». Вона вважає, що теософія є повністю законним і надійним засобом досягнення таких цілей, особливо, що відносяться до природи «Его, або ментального Я» і відносини між «ідеальним і реальним». Саме тому в області теорії теософія сприймається ею, хоча і з деякими обмеженнями, як еквівалент філософії. За твердженням Блаватської, «той, хто вивчає теософію, вивчає вищу трансцендентальну філософію». Пов'язуючи теософську систему з традицією філософських міркувань і припускаючи схожість цілей, вона намагається домогтися для себе «більшої респектабельності й авторитету».

### Бездуховне філософствування
В кінці статті Блаватська вдається до викривальної риториці, намагаючись ще раз показати, що теософія нерідко перебуває «за межами кругозору» тих людей, які могли б визнати її. Вона порівнює свою ситуацію з положенням Сократа, стверджуючи, що якби його вчення було відхилено через звинувачення проти нього, то знання, передані через Платона і філософів-неоплатоніків «ніколи не дійшли б до нас». Знову звертаючи свою увагу на сучасні філософські настрої, Блаватська презирливо відгукується про тих, хто займається «бездуховним філософствуванням». Говорячи про «справжніх філософів», вона робить наступне зауваження:
Скептик ніколи не зможе претендувати на цей титул. Той, хто уявляє собі всесвіт з його служницею-природою, як щось випадкове (на зразок казкової чорної курочки, котра вилупилася з яйця, яке висіло у просторі та ще і саме себе створило), не має ні сили думки, ні духовної здатності сприймати абстрактні істини, тому що саме ця сила і ця здатність є, в першу чергу, ознаками філософського мислення. Ми бачимо сферу сучасної науки, суцільно обліплену подібними матеріалістами, які до сих пір вважають себе філософами. Вони або, як атеїсти, не вірять ні в що, або, як агностики, у всьому сумніваються.
На думку Блаватської, апріорне твердження про духовну основу реальності визначає істинність будь-якої філософії. У заключній частині статті вона «звеличує» дедуктивний метод Платона, порівнюючи його з індуктивним методом сучасних мислителів: «Жоден з наших нинішніх дарвіністів, матеріалістів та їхніх шанувальників, наших критиків, не міг освоїти філософію інакше, як тільки дуже поверхово... Теософи ж мають законне право називати себе філософами — істинними любомудрами».

## Критика
В. С. Соловйов писав, що теософія Блаватської заснована всього лише «на припущенні про існування якоїсь таємної мудрості, крупиці якої знаходяться в містиків всіх часів і народів, але яка в цілості зберігається якимсь за-гімалайським братерством», і охарактеризував її як доктрину не тільки «антирелігійну» і «антинаукову», але і «антифілософську».
Р. Ґенон назвав теософію Блаватської «теософізмом» і охарактеризував її як «псевдорелігію». Він писав, що представлене лідерами Теософського Товариства запевнення про нібито «східне походження» їх доктрини, яка «претендує на езотеризм»,  виявилося неправдивим, а її «первісна спрямованість була відверто антихристиянської». На його думку, «між доктриною Теософського Товариства або, принаймні, тим, що такий проголошується, і теософією в істинному розумінні цього слова, немає абсолютно ніякій спорідненості».
В. В. Лесевич, ще один критик О. П. Блаватської, який анітрохи не сумнівався в її цілковитому невігластві за частиною філософії, саркастично зауважив:
Якого роду публіку можуть вони [теософи] уловлювати, тут можна бачити з дотепного викриття шарлатанських прийомів пані Блаватської, яка взялася тлумачити про філософію Платона і набовтала цілу тьму-тьмущу всілякої нісенітниці. Викриття всього цього абсурду виявляє повну справедливість характеристики логічних прийомів безсоромного автора Isis Unveiled, яка вважає, як здається, що якщо вона сказала щось три рази, то становище слід вже вважати доведеним.

## Публікації
- Philosophers and Philosophicules // Lucifer : журнал. — London : Theosophical Publishing Society, 1889. — Vol. 5, no. 26 (October). — P. 85—91.
- Philosophers and Philosophicules // Collected Writings / під ред. B. de Zirkoff. — Wheaton, Ill : Theosophical Publishing House, 1973. — Т. 11. — P. 431—439.
- Philosophers and Philosophicules. — Blavatsky.Net, 2014. Процитовано 2016-6-13.
- Philosophers and Philosophicules // Theosophy Library Online : сайт. — An Online Theosophical Research Center. Процитовано 2016-6-13.

### Наукові
- Ellwood R. S. Theosophy: A Modern Expression of the Wisdom of the Ages. — Wheaton, IL. : Theosophical Publishing House, 1986. — 237 p. — ISBN 9780835606073.
- Guénon R. Theosophy: history of a pseudo-religion = Le théosophisme: histoire d'une pseudo-religion / Переклад A. Moore, Jr. — Hillsdale, NY : Sophia Perennis, 2004. — 335 p. — ISBN 9780900588808.
- Kalnitsky A. Section 4.3: Philosophy as a Category of Knowledge. Analysis of Blavatsky's Article «Philosophers and Philosophicules» // The Theosophical Movement of the Nineteenth Century: The Legitimation of the Disputable and the Entrenchment of the Disreputable / promoter Dr H. C. Steyn. — Pretoria : University of South Africa, 2003. — P. 147—155.
- Kuhn A. B. Theosophy: A Modern Revival of Ancient Wisdom. — Whitefish, MT : Kessinger Publishing, 1992. — 381 p. — (American religion series: Studies in religion and culture) — ISBN 978-1-56459-175-3.
- Без автора. Теософия // Новая философская энциклопедия / В. С. Стёпин (ИФ РАН). — 2-е изд. — Москва : Мысль, 2010. — ISBN 9785244011159.
- Быкова Μ. Φ. Абсолютная идея // Новая философская энциклопедия / В. С. Стёпин (ИФ РАН). — 2-е изд. — Москва : Мысль, 2010. — ISBN 9785244011159.
- Лесевич В. В. Новейшие движения в буддизме, поддерживаемые и распространяемые европейцами // Русская мысль : журнал. — 1887. — Т. 8. — С. 1—17.
- Митюгова Е. Л. Блаватская Елена Петровна // Новая философская энциклопедия / В. С. Стёпин (ИФ РАН). — 2-е изд. — Москва : Мысль, 2010. — ISBN 9785244011159.
- Мотрошилова Н. В. Гегель Георг Вильгельм Фридрих // Новая философская энциклопедия / В. С. Стёпин (ИФ РАН). — 2-е изд. — Москва : Мысль, 2010. — ISBN 9785244011159.
- Соловьёв В. С. Заметка о Е. П. Блаватской // Собрание сочинений / под ред. С. М. Соловьёва и Э. Л. Радлова. — 2-е изд. — СПб. : Книгоиздательское Товарищество "Просвещение", 1911. — Т. VI. — С. 394—398.
- Трефилов В. А. Глава XVII. Надконфессиональная синкретическая религиозная философия // Основы религиоведения. Учебник / под ред. И. Н. Яблокова. — 4-е изд. — Москва : Высшая школа, 1994. — С. 233—245. — ISBN 5-06-002849-6.

### Інші
- An Index to «Lucifer», 1887—1897, London // Union Index of Theosophical Periodicals : сайт. — The Campbell Theosophical Research Library, 2016. — April. Процитовано 2016-05-30.
- Clark A. Something about Philosophy / під ред. G. de Purucker // The Theosophical Forum : журнал. — Theosophical University Press, 1942. — Vol. 20, no. 5 (May). — P. 212—215.
- Subba Row T. Notes on the Bhagavad Gita. — Theosophical University Press, 1978. — ISBN 1-55700-126-x.
- Холл М. П. Русский сфинкс // Феникс, или возрождённый оккультизм / пер. с англ. А. Исаева и Л. Маклакова. — Москва : Сфера, 2003. — 368 с. — 2000 прим. — ISBN 5-93975-101-6.